# ハイイロアマガエル
ハイイロアマガエル（灰色雨蛙、Dryophytes versicolor）は、アマガエル科アマガエル属に分類されるカエル。

## 分布
アメリカ合衆国東部、カナダ（オンタリオ州南部、ケベック州南部、マニトバ州南部）

## 形態
体長3-6cm。オスよりもメスの方が大型になる。皮膚の表面には細かい疣状の突起がある。体色は灰色、灰褐色、緑褐色等で、環境によってある程度変色する。背面には不規則な暗色の斑紋が入る。後肢の内側は黄色やオレンジ色になる。
指趾の先端には大型の吸盤が発達する。

## 生態
山地の森林等に生息する。夜行性で、昼間は樹上の高所で休む。樹上棲だが、活動時には低所に下りる。分布域北部の個体群は冬季に地中に潜り冬眠する。
食性は動物食で、昆虫類、節足動物等を食べる。
繁殖形態は卵生。4-8月に卵を産むが、分布域南部の個体群は周年繁殖する。

## 人間との関係
昼間は高い樹上で休むため人目に触れることは少ないが、民家の周囲にも生息することがある。
ペットとして飼育されることもあり、日本にも輸入されている。流通量は少ない。テラリウムで飼育される。樹上棲のため、高さのあるケージで飼育するのが望ましい。ケージにはヤシガラ土や腐葉土等の保湿力があり潜りやすい床材を敷く。極度の蒸れに弱いため、蓋やケージの側面を金網等にして通気性を確保する。枝や流木、観葉植物等を組んで活動場所や隠れ家にする。極度の高温や低温には弱いため、夏季にはケージを風通しの良い場所に置いたり冷房器具を使用する。逆に冬季には暖房器具を使用したり、ケージを温室に収納する。水は全身が漬かれるような水容器を用意し、夜間や照明を消した際に霧吹きで湿度を上げる。